# François Dupeyron
Pour les articles homonymes, voir Dupeyron.
Jean-François Marie Dupeyron dit François Dupeyron est un écrivain et réalisateur français, né le 14 août 1950 à Tartas (Landes) et mort le 25 février 2016 à Paris 15e.

## Biographie
François Dupeyron est diplômé de l'IDHEC. Il est le cofondateur, avec Mireille Abramovici, Jean-Denis Bonan, Richard Copans et Guy-Patrick Sainderichin, du collectif de cinéma militant d'extrême gauche Cinélutte (1973-1976).
Lors du Festival de Cannes 2009, il reçoit le « prix France Culture Cinéma », décerné à une personnalité du cinéma pour la qualité de son œuvre ou la force de son engagement. Ils sont ainsi cinq à l’avoir reçu : Alain Cavalier (2006), Rithy Panh (2007), Sandrine Bonnaire (2008), François Dupeyron (2009) et Ronit Elkabetz (2010).
Il est le compagnon de Dominique Faysse, actrice de plusieurs de ses films puis monteuse de ses longs métrages à partir du film La Chambre des officiers et coscénariste de Drôle d'endroit pour une rencontre.
François Dupeyron est également le scénariste de tous ses films — excepté pour le film Trésor dont il a repris la réalisation, après le décès de Claude Berri.
Il est aussi coscénariste de trois films : avec Nicole Garcia en 1994 pour Le Fils préféré, avec Frédéric Auburtin et Gérard Depardieu en 1999 pour Un pont entre deux rives, et avec Yves Angelo en 2015 pour Au plus près du soleil.
Il est l’auteur de plusieurs romans, dont Inguélézi (Actes Sud, 2004) et Chacun pour soi, Dieu s’en fout (Editions Léo Scheer, 2009), qu'il adapte au cinéma en 2013 sous le titre Mon âme par toi guérie.
François Dupeyron meurt des suites d'un cancer du cerveau, le 25 février 2016, à l'âge de 65 ans. Il est inhumé à Tartas (Landes).

## Filmographie

### Réalisateur

#### Courts métrages
- 1977 : La Télédétection, un nouveau regard sur la Terre (Documentaire coréalisé avec Paul de Roubaix et Daniel Absil)
- 1978 : L'Ornière
- 1982 : La Dragonne (Grand Prix ex æquo avec Au fin porcelet de Roy Lekus au Festival international du court métrage de Clermont-Ferrand 1983)
- 1982 : On est toujours trop bonne
- 1984 : La Nuit du hibou (César du meilleur court métrage documentaire)
- 1985 : Oasis sous la mer
- 1988 : Lamento (César du meilleur court métrage de fiction)
- 1996 : L'@mour est à réinventer, épisode : Et alors
- 2000 : Pas d'histoires ! 12 regards sur le racisme au quotidien, épisode : Poitiers, voiture 11

#### Longs métrages
- 1988 : Drôle d'endroit pour une rencontre
- 1991 : Un cœur qui bat
- 1994 : La Machine, d'après le roman de René Belletto
- 1999 : C'est quoi la vie ?
- 2001 : La Chambre des officiers
- 2003 : Monsieur Ibrahim et les fleurs du Coran
- 2004 : Inguélézi
- 2008 : Aide-toi, le ciel t'aidera
- 2009 : Trésor (coréalisateur, succède à Claude Berri décédé après quatre jours de tournage)
- 2013 : Mon âme par toi guérie (prix du Syndicat français de la critique de cinéma.) Adaptation de son roman publié en 2009  Chacun pour soi, Dieu s'en fout.

### Scénariste
François Dupeyron est scénariste de toutes ses réalisations, excepté Trésor.
- 1994 : Le Fils préféré de Nicole Garcia - coscénariste
- 1998 : Un pont entre deux rives de Fred Auburtin et Gérard Depardieu - coscénariste
- 2015 : Au plus près du soleil de Yves Angelo - coscénariste, avec le réalisateur, et Gilles Legrand

## Théâtre
Metteur en scène
- 1976 : La Nuit, les clowns d'Yves Heurté, Petit Odéon
- 2009 : Conversations à Rechlin, livret François Dupeyron, musique Franz Schubert, Robert Schumann, Ernst Wilhelm Wolf, Comédie de Genève

## Publications
- Jean qui dort, Fayard, 2002
- Inguélézi, Actes Sud, 2004  (ISBN 978-2-7427-5138-9)
- Le Grand Soir, Actes Sud, 2006 (réimp. 2009)
  - récit sur Gustave Courbet et la Commune de Paris (1871)
- Chacun pour soi, Dieu s'en fout, Éditions Léo Scheer, 2009 Adapté au cinéma en 2013 par l'auteur-réalisateur, sous le titre Mon âme par toi guérie.
- Où cours-tu Juliette ?, Éditions Léo Scheer, 2010

## Distinctions

### Récompenses
- 1990 : Prix de l'Aide à la Création de la Fondation Gan pour le Cinéma pour Un Cœur qui bat
- Césars 1985 : meilleur court métrage documentaire pour La Nuit du hibou
- Césars 1989 : meilleur court métrage de fiction pour Lamento
- Festival de Saint-Sébastien 1999 : Coquille d'or pour C'est quoi la vie ?

### Nominations
- Césars 1979 : meilleur court métrage de fiction pour L'Ornière
- Césars 1989 : meilleur premier film pour Drôle d'endroit pour une rencontre
- Césars 1989 : meilleur scénario original ou adaptation pour Drôle d'endroit pour une rencontre
- Césars 2002 : meilleur film pour La Chambre des officiers
- Césars 2002 : meilleur réalisateur pour La Chambre des officiers
- Césars 2002 : meilleur scénario original ou adaptation pour La Chambre des officiers